# Juan José Martínez Casado
Pour les articles homonymes, voir Casado.
Juan José Martínez Casado (né en 1903 à Cuba et mort le 30 mai 1987) est un acteur de cinéma cubain. Il a tourné dans de nombreux films mexicains.

## Filmographie
- 1929 : La boda de Rosario de Gustavo Sáenz de Sicilia
- 1930 : Los hijos del destino de Luis Lezama
- 1932 : Santa d'Antonio Moreno
- 1934 : Almas encontradas de Raphael J. Sevilla
- 1934 : Corazón bandolero de Raphael J. Sevilla
- 1934 : Cruz Diablo de Fernando de Fuentes
- 1935 : Martín Garatuza de Gabriel Soria
- 1936 : María Elena de Raphael J. Sevilla
- 1936 : Malditas serán las mujeres de Juan Bustillo Oro
- 1936 : Irma la mala de Raphael J. Sevilla
- 1936 : Mujeres de hoy de Ramón Peón
- 1936 : El rosal bendito de Juan Bustillo Oro
- 1937 : El impostor de David Kirkland
- 1937 : Nostradamus de Juan Bustillo Oro et Antonio Helú
- 1937 : La obligación de asesinar d'Antonio Helú
- 1937 : El bastardo de Ramón Peón
- 1937 : ¡Así es mi tierra! d'Arcady Boytler
- 1937 : Eterna mártir de Juan Orol
- 1937 : Alma jarocha d'Antonio Helú
- 1938 : Mujer mexicana de Ramón Peón
- 1938 : El derecho y el deber de Juan Orol
- 1938 : Huapango  de Juan Bustillo Oro
- 1938 : Guadalupe La Chinaca de Raphael J. Sevilla
- 1938 : La tía de las muchachas de Juan Bustillo Oro
- 1942 : La canción del plateado de Francisco Elías
- 1943 : Ave sin nido de Chano Urueta
- 1943 : Divorciadas d'Alejandro Galindo
- 1944 : El amor de los amores de Antonio Mediz Bolio
- 1944 : Cruel destino de Juan Orol
- 1944 : Escándalo de estrellas d'Ismael Rodríguez
- 1945 : Sierra Morena de Francisco Elías
- 1947 : La herencia de la Llorona de Mauricio Magdaleno
- 1947 : La fuerza de la sangre de Mauricio Magdaleno
- 1950 : Rincon criollo de Raúl Medina
- 1950 : La mesera coja del café del puerto de Juan Orol
- 1950 : La esfinge maragata d'Antonio de Obregón
- 1950 : Siete muertes a plazo fijo de Manolo Alonso
- 1955 : Una gallega en La Habana de René Cardona
- 1955 : La rosa blanca de Emilio Fernández et Íñigo de Martino
- 1956 : No me olvides nunca de Juan José Ortega
- 1957 : Y si ella volviera de Vicente Oroná
- 1958 : El hombre que me gusta de Tulio Demicheli
- 1959 : Cuentan de una mujer  de Juan José Ortega
- 1959 : Mis padres se divorcian de Julián Soler
- 1959 : La última lucha de Julián Soler
- 1960 : El Último mexicano de Juan Bustillo Oro
- 1960 : La llorona de René Cardona
- 1961 : Mi guitarra y mi caballo de Carlos Toussaint
- 1961 : Bonitas las tapatías de Humberto Gómez Landero
- 1961 : Confidencias matrimoniales de José Díaz Morales
- 1962 : El rayo de Jalisco de Ramón Peón
- 1962 : Lástima de ropa de Humberto Gómez Landero
- 1963 : Cuando los hijos se pierden de Mauricio de la Serna
- 1963 : La divina garza de Humberto Gómez Landero
- 1963 : La garra del leopardo de Jaime Salvador
- 1963 : Un tipo a todo dar de Fernando Cortés
- 1964 : Los amores de Marieta - Los Fabulosos 20s de Humberto Gómez Landero
- 1964 : La edad de piedra de René Cardona
- 1966 : Los valses venían de Viena y los niños de París de Juan Bustillo Oro
- 1972 : El increíble profesor Zovek de René Cardona
- 1972 : Los días del amor d'Alberto Isaac
- 1973 : San Simón de los Magueyes d'Alejandro Galindo
- 1973 : El hombre y la bestia de Julián Soler
- 1974 : Los miserables d'Antulio Jiménez Pons (série TV)
- 1975 : Lo imperdonable de Noé Alcántara (série TV)
- 1975 : El valle de los miserables de René Cardona Jr.
- 1975 : Tívoli d'Alberto Isaac
- 1975 : La lucha con la pantera d'Alberto Bojórquez
- 1977 : Cuartelazo d'Alberto Isaac
- 1979 : Cronica roja de Fernando Vallejo
- 1980 : Como perros rabiosos de Rafael Villaseñor Kuri
- 1981 : La leyenda de Rodrígo de Julián Pablo
- 1981 : El gran perro muerto de Rogelio A. González
- 1981 : ¡Pum! de José Estrada
- 1982 : Llámenme Mike d'Alfredo Gurrola